# Paulo Roberto Santos
Paulo Roberto Santos (Rio de Janeiro, 23 de outubro de 1960) é um técnico e ex-futebolista brasileiro que atuava como lateral-esquerdo. Atualmente comanda o XV de Piracicaba.

## Carreira
Como jogador, atuou por equipes como Botafogo, America, Moto Clube e Sampaio Corrêa. Mas foi como treinador que ele obteve mais sucesso. Devido a seu temperamento, estilo elegante de se vestir e os vários títulos comandando equipes pequenas, recebeu o apelido de "Luxemburgo do Interior".
Paulo Roberto Santos comandou o São Bento no Campeonato Paulista de 2015, livrando a equipe do rebaixamento na competição. Sem calendário no segundo semestre, o treinador deixou a equipe.
No dia 6 de junho de 2015, o Guarani contratou Paulo Roberto para comandar a equipe até o final do Campeonato Brasileiro da Série C. Foi demitido no dia 23 de agosto de 2015.
Já no dia 17 de setembro de 2015, Paulo Roberto foi confirmado o seu retorno ao São Bento para a temporada de 2016. No Azulão Sorocabano, alcançou a marca de técnico mais longevo em um clube no Brasil. Foi demitido em junho de 2018, quase completando mil dias no cargo.
Foi anunciado como novo técnico do Sampaio Corrêa no dia 26 de julho de 2018 para o restante da Série B. Após apenas sete jogos no comando da equipe (quatro derrotas, dois empates e uma vitória), foi demitido no dia 5 de setembro.
Ainda em 2018, foi contratado pelo Brasil de Pelotas no dia 26 de novembro.
Já em outubro de 2019, foi contratado pelo Santo André visando a temporada de 2020.

## Títulos

### Como técnico[8]
São Bento
- 3º lugar Campeonato Paulista Série A2 (acesso) - 2014
- 3° lugar Campeonato Brasileiro Série D (acesso) - 2016
- 3° lugar Campeonato Brasileiro Série C (acesso) - 2017
- 2º lugar Campeonato Paulista Série A2 (acesso) - 2022

Arapongas
- Campeonato Paranaense do Interior: 2012

Atlético Sorocaba
- Copa Paulista de Futebol: 2008

Paysandu
- Campeão do Troféu Lúcia Penedo - 2007

Rio Claro
- 3º lugar Campeonato Paulista Série A2 (acesso)- 2006
- Vice-campeão da Copa Paulista de Futebol - 2005
- 4º lugar Campeonato Paulista Série A3 (acesso) - 2005
- Campeão Paulista Série B1 - 2002
- Vice-campeão Paulista Série B2 - 2001

Gama
- Campeonato Brasiliense de Futebol - 1994, 1998

Unaí
- Vice-campeão Mineiro da Segunda Divisão - 1993

Pouso Alegre
- Campeão Mineiro da Segunda Divisão - 1988

Minas Boa Esperança
- Campeão Mineiro da Segunda Divisão - 1989